# Ambanja (Stadt)
Ambanja ist eine Stadt im Norden von Madagaskar am Fluss Sambirano. Die Stadt gehört zur Provinz Antsiranana. Sie ist 700 Kilometer von der Hauptstadt entfernt.
Der Ort ist ein Marktplatz für die umliegenden Dörfer. Er zählte 1975 12.258 und 1993 21.498 Bewohner. Heute rechnet man mit einer Bevölkerung von etwa 32.000 Personen. Die Bewohner gehören zu den Volksgruppen der Sakalava und Tsimihety. Seit 1848 gibt es eine katholische Mission und seit 1955 ist die Stadt katholischer Bischofssitz.
Der Name des Ortes bedeutet „wo es Hagel gibt“.